# Liste der Monuments historiques in Glomel
Die Liste der Monuments historiques in Glomel führt die Monuments historiques in der französischen Gemeinde Glomel auf.

## Liste der Bauwerke
| Bezeichnung                   | Beschreibung | Standort | Kennzeichnung | Schutzstatus   | Datum     | Bild           |
| ----------------------------- | ------------ | -------- | ------------- | -------------- | --------- | -------------- |
| Tumulus von Goachauter        |              | (Lage)   | PA00089165    | Inscrit        | 1970      |                |
| Menhir von Glomel             |              | (Lage)   | PA00089164    | Classé         | 1975      | weitere Bilder |
| Menhir                        |              |          | PA00089163    | Inscrit        | 1954      |                |
| Menhir von Coat-Couravel      |              | (Lage)   | PA00089162    | Inscrit        | 1970      | weitere Bilder |
| Ferme de Kerblouz             | Bauernhof    | (Lage)   | PA00089161    | Inscrit        | 1987      |                |
| Kirche St-Germain-l’Auxerrois |              | (Lage)   | PA00089160    | Inscrit        | 1927      | weitere Bilder |
| Schloss Coat-Couraval         |              | (Lage)   | PA00089159    | Inscrit Classé | 1964 1981 | weitere Bilder |

## Liste der Objekte

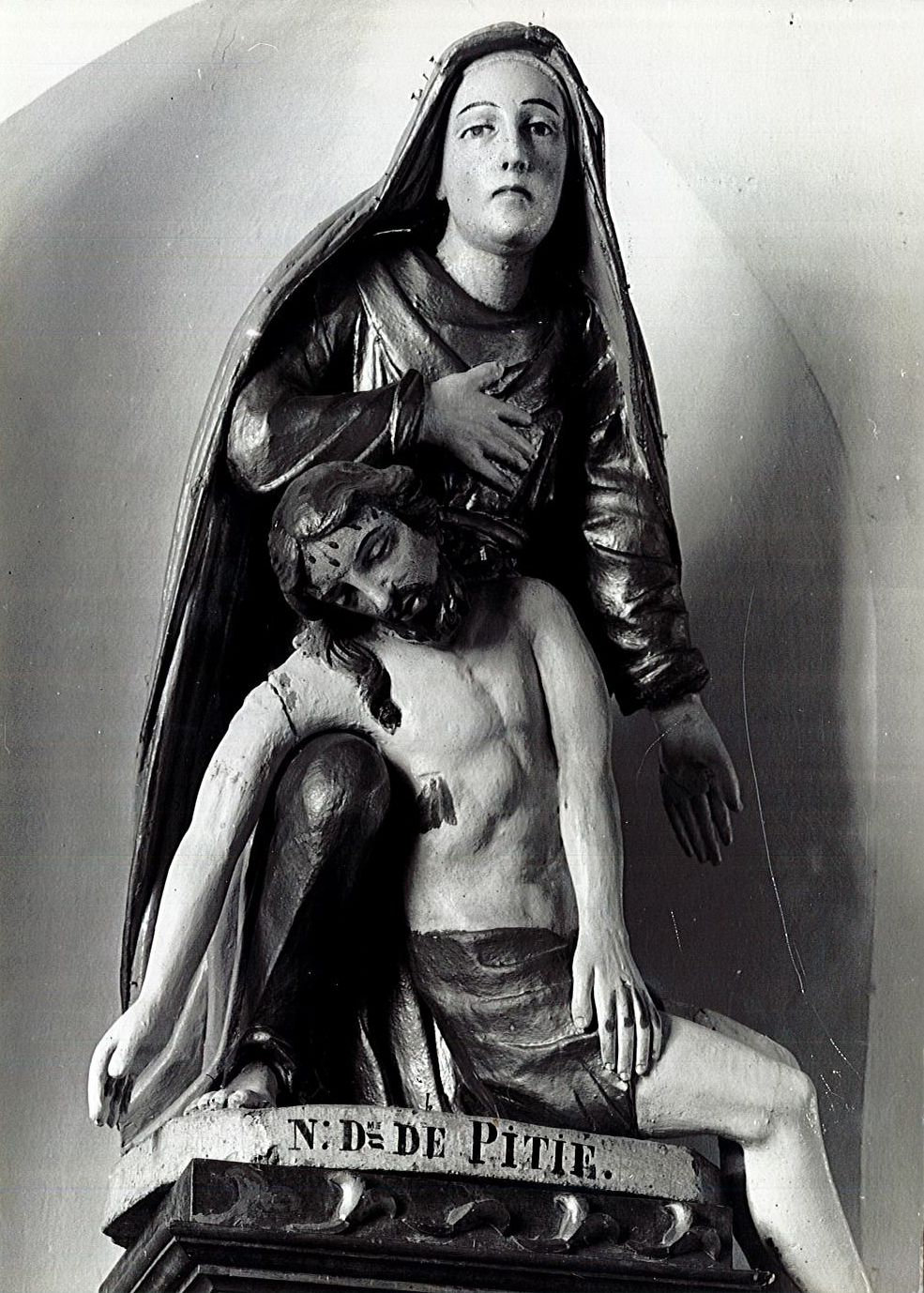
Pietà (19. Jahrhundert) in der Kirche St-Corentin

- Monuments historiques (Objekte) in Glomel in der Base Palissy des französischen Kultusministeriums